# Caroní Fútbol Club
El Caroní Fútbol Club fue un equipo venezolano de fútbol, que ha sido mudado a la ciudad de Upata. Fue fundado en 2009. Descendió de la Primera División de Venezuela, después de quedar 18.º en la temporada 2010-11.

## Historia
El 23 de agosto de 2009 debutó en el fútbol profesional y en la Segunda División de Venezuela con victoria de 2-0 contra el Portuguesa Fútbol Club, Juan Ángulo Largacha marcó el primer gol del Caroní FC en su historia y el primero en Segunda División disputado en el Polideportivo Venalum, al final del choque la viuda de “Pambelé” Guzmán le entregó el trofeo "Copa Luis Pambelé Guzmán" al capitán Jhonny Carneiro, mientras que el alcalde José Ramón López cumplió con la entrega de los 2.000 BsF a Juan Largacha y a Edwin Martínez, por los goles conseguidos.
El 3 de septiembre de 2009 debutó en una Copa Venezuela de Fútbol contra el Minasoro FC con resultado de 2-2 y obteniendo su primera derrota en el punto de penalti 4-3, César Alexander González marcó el primer gol por partida doble en la historia del club en la copa Venezuela.
El 8 de mayo de 2011 recibe la mayor goleada en la historia de la Primera División de Venezuela por parte del Atlético El Vigía con marcador de 15 a 0, cabe resaltar que solamente estuvieron jugadores Sub-18 y viajaron 11. El partido se terminó en el minuto 87 por falta de jugadores en Cancha. Luego, este resultado es anulado por la FVF, debido a que se inclumplieron ciertos requisitos mínimos exigidos por la FVF. Luego de participar las últimas temporadas en la Segunda División de Venezuela obteniendo pobres resultados (jugó la temporada 2011-2012 con una sanción impuesta por la FVF de -12 puntos), la directiva decide, para evitar la desaparición, mudarse a la ciudad de Upata y el equipo pasa a llamarse Upata Fútbol Club

## Estadio
El Polideportivo Venalum (también conocido alternativamente como Polideportivo CVG Venalum) es un estadio multipropósito ubicado en la localidad de Puerto Ordaz, Ciudad Guayana, específicamente en la Avenida Principal Unare II, en el Municipio Caroní al sureste de Venezuela, en el Estado Bolívar.
Posee una capacidad aproximada para albergar a 5 mil espectadores, siendo la Sede del equipo local de la  Caroní Fútbol Club, adicionalmente su infraestructura ha sido usada por el equipo de Segunda división Angostura FC. El estadio es de propiedad pública administrado por el estado venezolano a través de la empresa Venalum (Industria Venezolana de Aluminio) parte del conglomerado estatal que pertenece a la Corporación Venezolana de Guayana (CVG) una de las instituciones regionales creadas por el gobierno central para promover el desarrollo de las diferentes regiones del país.
El estadio puede ser usado para la práctica de diversas disciplinas deportivas entre ellas el atletismo, el fútbol, bicicrós, rugby, entre otros deportes.

## Datos del club

### Competiciones nacionales
- Temporadas en 1.ª: 1.
- Mejor Puesto en la liga:18°
- Peor Puesto en la liga:18°
- Primer Partido Oficial: Caroní FC 2-0 Portuguesa Fútbol Club (22 de agosto de 2009)
- Primer Partido en Primera División:Carabobo FC 3-1 Caroní Fútbol Club
- Primer Partido en Copa Venezuela: Minasoro Fútbol Club 2-2 (4-3p) Caroní FC (3 de septiembre de 2009)
- Primer Gol del Equipo: Juan Largacha (23 de agosto de 2009)

### Cronología de los entrenadores
| Nombre          | Nac.                 | Desde | Hasta    | Torneo                               | Estadísticas | Estadísticas | Estadísticas | Estadísticas | Estadísticas  |
| Nombre          | Nac.                 | Desde | Hasta    | Torneo                               | J            | G            | E            | P            | %             |
| --------------- | -------------------- | ----- | -------- | ------------------------------------ | ------------ | ------------ | ------------ | ------------ | ------------- |
| Del Valle Rojas | Bandera de Venezuela | 2009  | 2010     | 2.ª División 09-10 Copa Venezuela 09 | 16 1         | 10 0         | 3 1          | 3 0          | 68.75% 33.33% |
| Rodrigo Piñón   | Bandera de Venezuela | 2010  | presente |                                      |              |              |              |              |               |

### Equipo técnico 2010/11
- Entrenador:  Rodrigo Piñón
- Gerente Deportivo: Jesús Barroso
- Preparador físico: Pedro Rentería
- Preparador de porteros: Por definir
- Delegado de campo:
- Médico: Miguel Ángel Millán
- Fisioterapeuta:
- Utilero: